# Embothrium coccineum
Genre
Espèce
Embothrium coccineum, le Notro, est une espèce de plantes à fleurs de la famille des Proteaceae. C'est un arbuste trouvé en Amérique du Sud. C'est l'unique représentant du genre Embothrium.

## Description, habitat et répartition
Il se présente habituellement comme un petit arbuste perennifolié d'environ 4 m de hauteur dont l'écorce est gris foncé. Son bois est de couleur rosé-clair.
Le notro donne des fleurs de couleur rouge vif (occasionnellement jaune pâle) regroupées ; la floraison survient au printemps. Son fruit est sec et appelé follicule, et contient une dizaine de graines.
On l'observe dans les bois tempérés et froids de l'Argentine et du Chili, où il porte aussi le nom de ciruelillo ou fosforito. Il a été observé jusqu'en Terre de Feu et sur l'île Navarino.

## Utilisation

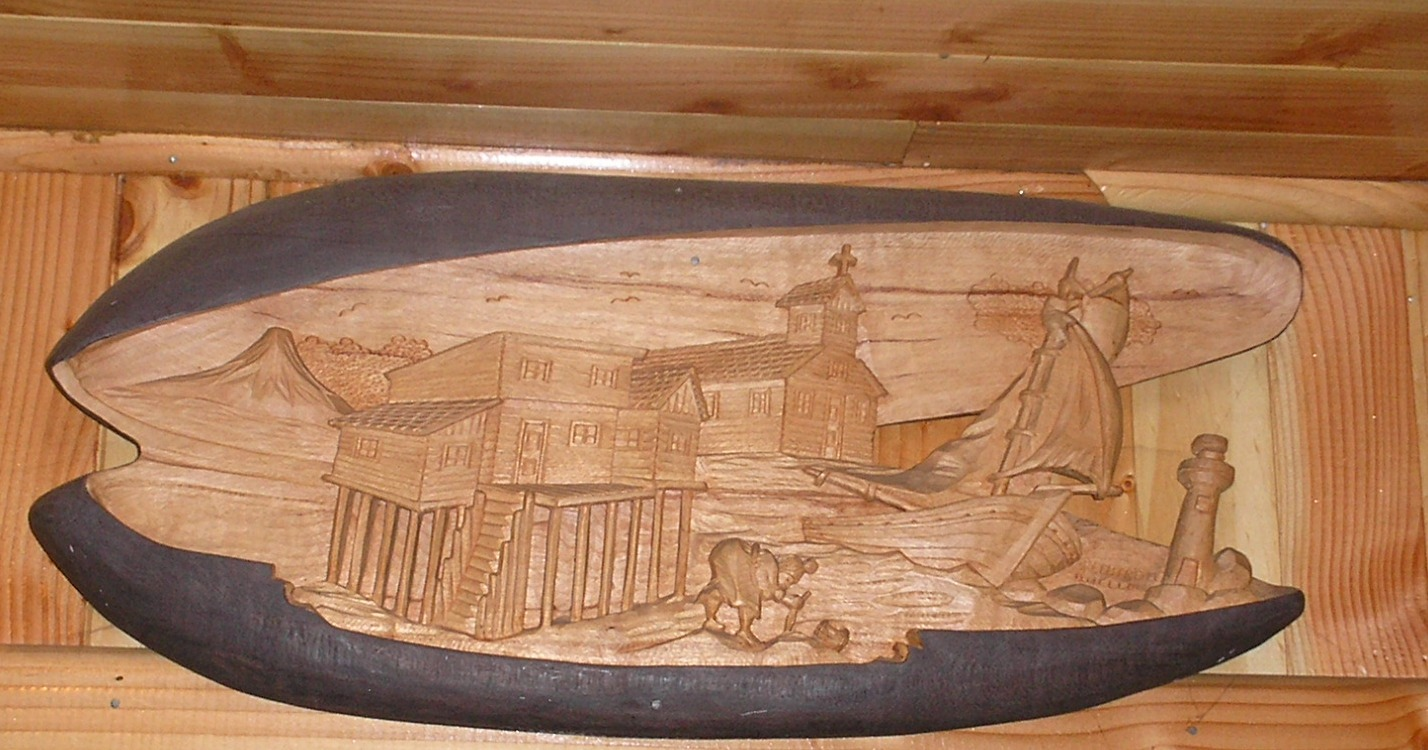
Scène d'un paysage maritime sculptées dans un morceau de bois de notro - Île de Chiloé au Chili.

Il est utilisé pour la fabrication de cuillères, d'ustensiles de cuisine, d'objets de décoration et d'art mais aussi cultivé comme plante ornementale en Grande-Bretagne et aux États-Unis. Dans ces pays on l'appelle chilean firebush (buisson de feu chilien).